# Рурмонд
Рурмонд (на нидерландски: Roermond; на френски: Ruremonde) е град в провинция Лимбург, Нидерландия с 56 986 жители (на 1 януари 2014). Намира се на границата с Германия и близо до Фландрия в Белгия.
При града преминава река Рур се влива в Маас.